# النمر والثلج (فلم)
النمر والثلج (بالإيطالية: La tigre e la neve) فيلم درامي كوميدي إيطالي لعام 2005 بطولة وإخراج «روبرتو بينيني» الحاصل على الاوسكار بفيلمه «الحياة جميلة»، الفيلم مستوحى من القصة الخيالية «الجمال النائم Sleeping Beauty»، صُوّر الفيلم في روما وبغداد خلال غزو العراق عام 2003، ويروى الفيلم قصة بطل الرواية أتيليو في رحلة يائسة إلى بغداد لإنقاذ حبيبته فيتوريا، من وفاتها الوشيكة.

## طاقم التمثيل
- روبيرتو بينيني: في دور أتيليو
- جان رينو: في دور فؤاد
- نيكوليتا براسكي: في دور فيتوريا
- اميليا فوكس: في دور نانسي
- جوزيبي باتيستون: في دور ارمانو
- توم وايتس: في دور توم وايتس
- اندريا رينتزي: في دور غزالي
- جانفرانكو فاريتو: في دور المحامي
- كيارا بيري: في دور الابنة 1
- آنا بيري: في دور الابنة 2
- مارتن شيرمان: جندي أمريكي[6]

## أحداث الفيلم
يبدأ الفيلم بمشاهد حفل زفاف، حيث يدخل العريس بملابسه الداخلية، ثم تدخل العروس وتلقى شعرًا في حب العريس. المشهد التالي لفتاتين يصطحبهما والدهما أتيليو (روبيرتو بينيني) إلى السيرك لركوب الجمال، وفى الليل يقص عليهن ذكرياته مع أمهن. يعمل أتيليو مدرسًا جامعيًا للشعر ومع انتهاء محاضرته وخروج الطلاب من القاعة، تدخل زميلته نانسي وهي أيضا صديقته لتعرض عليه قضاء ليلة غرام، ولكنه يعتذر، ويصطحب بسيارته زميله أرمانو الذي يقص عليه حلم يرى فيه دبًا ضخمًا يطرق بابه ويفتح أرمانو الباب ليقبله الدب ويدرك بعد قليل أن الدب هو أمه، ويقص أتيليو حلمه الذي يتكرر دائمًا وهو المشهد الأول من الفيلم وهو يتزوج من فتاة أحلامه، ثم يستيقظ ويدرك أنه مجرد حلم، والواقع أن من يراها في الحلم هي زميلته فيتوريا التي لا تشاركه نفس المشاعر، لكنه لا يفقد الأمل مع أنها أخبرته أنها لن توافق على الزواج منه إلا عندما ترى نمرًا يمشي على الثلج. تسافر فيتوريا إلى العراق لكتابة السيرة الذاتية للشاعر العراقي فؤاد، الصديق المقرب لأتيليو الذي يعود إلى بلاده بعد 18 عامًا قضاها في فرنسا. يتلقى أتيليو اتصالًا من الشاعر فؤاد يخبره بإصابة فيتوريا في أحداث غزو العراق وأنها في غيبوبة، ويقرر أتيليو السفر إلى العراق بانتحال شخصية طبيب جراح مع بعثة الصليب الأحمر للعراق، ترقد فيتوريا في مستشفى عراقي ويخبره الطبيب أنها ستموت حتمًا بسبب نقص إمدادات الأدوية. يوجه فؤاد أتيليو إلى صيدلي عراقي قديم، يقترح علاجات قديمة تمكنهم من إبقائها حية مؤقتًا، وتظل فيتوريا بحاجة إلى المزيد من الإمدادات الطبية لتفيق من غيبوبتها، ويسافر أتيليو إلى مخيم الصليب الأحمر الإيطالي ليعود بإمدادات أكثر لعلاج فيتوريا، ويسرع إلى صديقه فؤاد ليطلعه على  نجاحه، لكنه يجد أن فؤاد شنق نفسه.  يأسر الجيش الأمريكي أتيليو، ويقضي أيامًا في الأسر محاولًا إفهام الجميع أنه إيطالي، ولكن سرعان ما يطلق الأمريكيين سراحه، ليعرف أن فيتوريا أفاقت من الغيبوبة وعادت لبلادها، ويرحل أتيليو إلى إيطاليا ويستقبله محاميه، وفى الطريق إلى بيته يجد حمارًا وحشيًا، ثم نعامة، ويخبره شرطي أن النار اشتعلت في السيرك وانطلقت الحيوانات في الشوارع. تتوقف فيتوريا، التي تقود سيارتها، لرؤية نمر هارب في منتصف الطريق تحت حبوب اللقاح المتساقطة من أشجار الياسمين التي تشبه تساقط الثلوج وتسرح وتدمع عيناها وتبتسم. يعود أتيليو إلى طفلتيه، وتقول إحداهن أن أمهما في حديقة البيت الخلفية، وتكون المفاجأة أن الأم والزوجة التي انفصلت عن الأب أتيليو هي نفسها فيتوريا التي أفاقت من غيبوبتها ولا تعلم ان أتيليو سافر لإنقاذها، ولا أنه السبب في بقائها على قيد الحياة، وتغادر الابنتين ويستعد هو للمغادرة ولكن فيتوريا تلمح برقبته سلسلتها التي كانت حول رقبتها في العراق، والتي أخذها أتيليو أثناء غيبوبتها. ينتهي الفيلم وهو متردد في مغادرة بيت زوجته السابقة.

## الإنتاج
يظهر المغني الأمريكي «توم وايتس» في المشهد الأول (مشهد حلم حفل الزفاف)، يعزف البيانو ويغنى أغنيته «لن تستطيع أبدًا كبح الربيع  You Can Never Hold Back Spring»، والجدير بالذكر أن روبيرتو بينيني اشترك مع توم وايتس في تمثيل فيلم «يسقط بالقانون Down by Law» عام 1986، وكان معهما في طاقم التمثيل الإيطالية «نيكوليتا براسكي»، وحسب قصة الفيلم تقع في حب بينيني ويتزوجا في الفيلم، ثم بعد ذلك يتزوجا في الواقع. تم اختيار اسم بطل الفيلم تمجيدًا للشاعر الإيطالي الراحل «أتيليو برتولوتشي» (1911-2000)، وأيضا يظهر أربعة آخرين من الشعراء (أوجينيو مونتالي، وخورخي لويس بورخيس، ومارجريت يورسنار وجوزيبي أونغاريتي)  تم دمج صورهم بين الحاضرين في حفل الزفاف. صُورت مشاهد العراق في تونس، حيث اقترض المخرج دبابات الباتون من الجيش التونسي. وقام ممثلون إيطاليون بأدوار الجنود الأمريكان. كما استعان بينيني بالمستشار الفني «دايل دي» وهو صاحب شركة استشارية فنية متخصصة في تصوير العمل العسكري الواقعي في أفلام هوليوود. ترك بينيني حيوانات السيرك تتجول في مدينة رومانية مهجورة، لتصوير مشاهد نهاية الفيلم.

## الاستقبال والنقد
كتب المخرج والناقد السينمائي ج.آلن جونسون في الصحيفة اليومية سان فرانسيسكو كرونيكل: «هذا الفيلم، أحد أسوأ الأفلام لعام 2006، كوميديا عن رجل يذهب إلى العراق، ووسط سلسلة من المغامرات الكوميدية، يحاول إنقاذ حياة حبيبته، بعد أصابتها بجروح خطيرة في قصف عسكري»، وقال دافيد جيرماين من وكالة الأسوشيتد برس: «مثل فيلمه السابق (الحياة حلوة)، يقدم بنييني بشكل غير منطقي ضحكات حادة ولمسات حنان وسط لحظات الدراما والخطر»، أما الناقد ف.ا.موسيتو من الصحيفة اليومية نيويورك بوست فقد كتب: «الجائزة الوحيدة التي لم يفكر بنييني في الحصول عليها، والتي يستحقها هي جائزة أسوأ فيلم لعام 2006»، وكتب كيفين توماس في الصحيفة اليومية لوس أنجلوس تايمز: «هراء وقابل للتنبؤ به تمامًا»، وكتبت جانيت كاتسوليس من صحيفة النيويورك تايمز: «فيلم روبرتو بينيني هو إهانة شديدة للإيطاليين والعراقيين وذكاء جمهور الأفلام في كل مكان»، وكتب السينمائي إد هالتر في الصحيفة الإسبوعية لوس أنجلوس ويكلي: «يروي روبرتو بينيني هنا قصة جنونية عن الهوس الرومانسي على خلفية غزو العراق، النتائج ليست عميقة ولا مضحكة»، وكتبت شيرلي سيلي في مجلة الفيلم الدولية: «ككاتب ومخرج، فإن أصالة بينيني مذهلة، لكنه في بعض الأحيان يذهب بعيداً». منح موقع الطماطم الفاسدة تقدير 20% حسب آراء النقاد، وجاء التقدير حسب آراء المشاهدين ومن نفس الموقع بدرجة 80%.

## وصلات خارجية
- مقالات تستعمل روابط فنية بلا صلة مع ويكي بيانات